# Leichtathletik-Weltmeisterschaften 2015/Teilnehmer (Südkorea)
| Gelbes Symbol für Goldmedaillen mit stilisierten Olympischen Ringen | Graues Symbol für Silbermedaillen mit stilisierten Olympischen Ringen | Braundes Symbol für Bronzemedaillen mit stilisierten Olympischen Ringen |
| ------------------------------------------------------------------- | --------------------------------------------------------------------- | ----------------------------------------------------------------------- |
| —                                                                   | —                                                                     | —                                                                       |

Der Leichtathletikverband Südkoreas nominierte zwölf Athleten für die Leichtathletik-Weltmeisterschaften 2015 in der chinesischen Hauptstadt Peking.

## Ergebnisse

### Männer

#### Laufdisziplinen
| Athlet            | Disziplin   | Vorlauf | Vorlauf | Halbfinale         | Halbfinale         | Finale             | Finale             |
| Athlet            | Disziplin   | Zeit    | Platz   | Zeit               | Platz              | Zeit               | Platz              |
| ----------------- | ----------- | ------- | ------- | ------------------ | ------------------ | ------------------ | ------------------ |
| Kim Kuk-young     | 100 m       | 10,48 s | 43      | nicht qualifiziert | nicht qualifiziert | nicht qualifiziert | nicht qualifiziert |
| Noh Si-hwan       | Marathon    |         |         |                    |                    | 2:32:35 h          | 39                 |
| Yu Seung-yeop     | Marathon    |         |         |                    |                    | DNF                | DNF                |
| Byun Young-jun    | 20 km Gehen |         |         |                    |                    | DSQ                | DSQ                |
| Choe Byeong-kwang | 20 km Gehen |         |         |                    |                    | 1:28:01 h          | 45                 |
| Kim Hyun-sub      | 20 km Gehen |         |         |                    |                    | 1:21:40 h          | 10                 |
| Park Chil-sung    | 50 km Gehen |         |         |                    |                    | 3:56:42 h          | 23                 |

#### Sprung/Wurf
| Athlet         | Disziplin  | Qualifikation | Qualifikation | Finale             | Finale             |
| Athlet         | Disziplin  | Weite/Höhe    | Platz         | Weite/Höhe         | Platz              |
| -------------- | ---------- | ------------- | ------------- | ------------------ | ------------------ |
| Kim Deok-hyeon | Dreisprung | 16,72 m       | 14            | nicht qualifiziert | nicht qualifiziert |

### Frauen

#### Laufdisziplinen
| Athletin       | Disziplin   | Vorlauf | Vorlauf | Halbfinale | Halbfinale | Finale    | Finale |
| Athletin       | Disziplin   | Zeit    | Platz   | Zeit       | Platz      | Zeit      | Platz  |
| -------------- | ----------- | ------- | ------- | ---------- | ---------- | --------- | ------ |
| Kim Seong-eun  | Marathon    |         |         |            |            | 2:42:14 h | 30     |
| Yeum Go-eun    | Marathon    |         |         |            |            | 2:46:46 h | 41     |
| Jeon Yeong-eun | 20 km Gehen |         |         |            |            | 1:35:48 h | 27     |
| Jeong Eun Lee  | 20 km Gehen |         |         |            |            | 1:36:52 h | 35     |